# Agata Tuszyńska

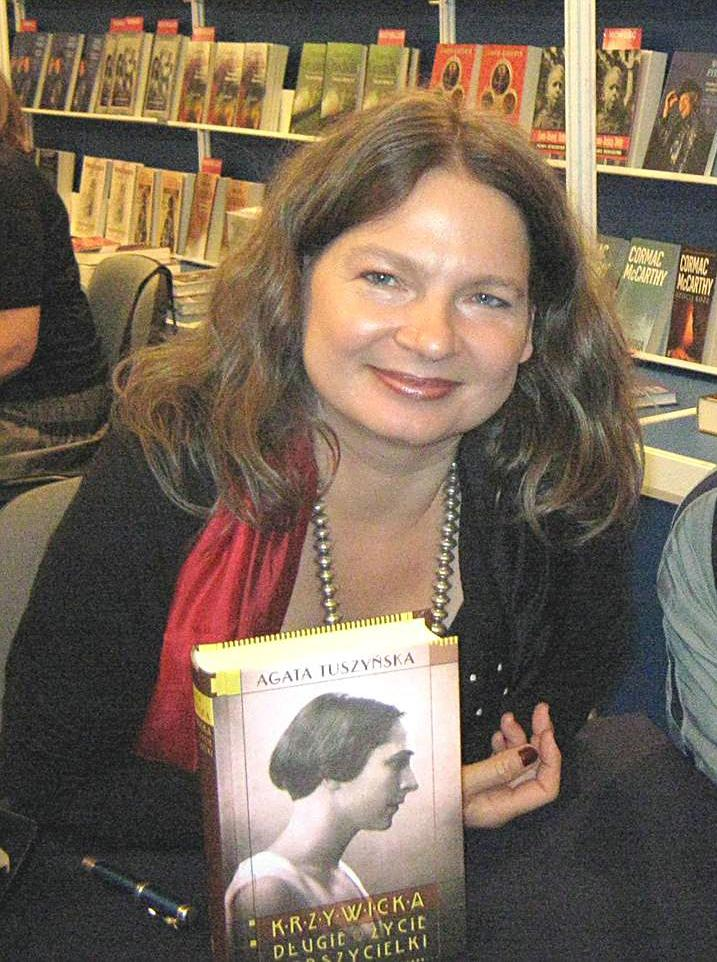
Agata Tuszyńska (2009) mit ihrem Buch über Irena Krzywicka

Agata Tuszyńska (geboren 25. Mai 1957 in Warschau, Volksrepublik Polen) ist eine polnische Autorin, Dichterin und Journalistin.

## Leben
Tuszyńskas Mutter überlebte die deutsche Judenverfolgung im Warschauer Ghetto. Agata schloss die Staatliche Theaterhochschule in Warschau ab und promovierte am Kunstinstitut der Polnischen Akademie der Wissenschaften. In den Jahren von 1987 bis 1992 war sie Lektorin am Warschauer Institut für Literaturforschung der Polnischen Akademie der Wissenschaften. Bis 1998 war sie dann Dozentin am Zentrum für Journalismus in Warschau. Seit 2001 gab sie Kurse für Reportage und Literaturgeschichte an der Universität Warschau und seit 2011 ist sie Mitarbeiterin des Reportage-Instituts in der polnischen Hauptstadt.
Ihre ersten Schritte ihrer Karriere in der Literatur machte Tuszyńska, indem sie Artikel über Theater, über Literatur sowie Biografien für Kulturzeitschriften schrieb. 1990 erschien ihr erster Roman über die Warschauer Schauspielerin Maria Wisnowska. Es folgte dann unter anderem eine Biografie über den Nobelpreisträger Isaac Bashevis Singer.
Ihr 2010 erschienenes Buch Die Sängerin aus dem Ghetto. Das Leben der Wiera Gran basierte auf Gesprächen, die Tuszyńska mit Wiera Gran noch vor deren Ableben 2007 in ihrer Pariser Wohnung führte. Das Buch war umstritten, da die Sängerin von verschiedenen Seiten der Kollaboration mit der deutschen Besatzungsmacht beschuldigt worden war, woraufhin Gran sich mit Vorwürfen gegen Władysław Szpilman gewehrt hatte. Diese kolpierten Anschuldigungen musste Tuszyńska aus der französischen Übersetzung entfernen.
Nach weiteren Entscheidungen der Gerichte in Hamburg wurde die deutsche Download-Version des Buches vom Verkauf zurückgezogen. Weitere Druckausgaben werden auf einigen Seiten geschwärzt. Ein Warschauer Bezirksgericht wiederum hat 2013 das Buch nicht beanstandet, da Tuszyńska deutlich gemacht habe, dass sie erhebliche Zweifel an der zitierten Darstellung Grans hege. Ein Berufungsgericht in Warschau hat gegen Agata Tuszyńska und ihren Verlag entschieden; die Familie von Władysław Szpilman hat damit ein Verfahren wegen Rufschädigung gewonnen.
Agata Tuszyńska schreibt auch Gedichte, die bisher in sechs Sammelbänden veröffentlicht und in verschiedene Fremdsprachen übersetzt wurden.

## Veröffentlichungen
- 1990: I znowu list, Oficyna Poetów, Warschau.
- 1990: Maria Wisnowska. WAiF, Warschau.
- 1993: Zamieszkałam w ucieczce, Kresy, Lublin.
- 1993: Kilka portretów z Polską w tle. Reportaże izraelskie, Marabut, Danzig.
- 1994: Singer. Pejzaże pamięci. Marabut, Danzig.
  - 1998: englisch von Madeline Levine: Lost Landscapes: In Search of Isaac Bashevis Singer and the Jews of Poland. William Morrow, New York City, USA, ISBN 0-688-12214-0.
- 1996: Wygrać każdy dzień, Biografie des Virologen Hilary Koprowski. Diana, Warschau.
- 1998: Adresat nieznany. Diana, Warschau.
- 1999: Długie życie gorszycielki. Losy i świat Ireny Krzywickiej. Iskry, Warschau, ISBN 83-207-1617-9.
- 2002: Gwiazdy i gwizdy. Z dziejów publiczności teatralnej 1795-1939. Wydawnictwo UMCS, Lublin.
- 2005: Rodzinna historia lęku. Krakau, Wydawnictwo Literackie.
- 2005: Łęczyca.  Diana, Warschau.
- 2007: Ćwiczenia z utraty. Krakau, Wydawnictwo Literackie.
- 2010: Oskarżona: Wiera Gran. Krakau, Wydawnictwo Literackie.
  - 2013: deutsch, aus der korrigierten französischen Fassung, von Xenia Osthelder: Die Sängerin aus dem Ghetto. Das Leben der Wiera Gran. Insel Verlag, Berlin, ISBN 978-3-458-17574-2.
- 2012: Tyrmandowie: Romans amerykański. Warschau, Wydawnictwo MG.
- 2015: Narzeczona Schulza. Wydawnictwo Literackie, Krakau.